# N57 (Frankrijk)
De N57 of Route nationale 57 is een nationale weg in Frankrijk. Het traject liep oorspronkelijk vanuit het noorden van Frankrijk bij Metz via Nancy, Épinal, Vesoul naar Besançon. Het wegdeel tussen Metz en Nancy werd in 2006 hernummerd tot D657. Ten zuiden van Nancy sluit de N57 aan op het korte autosnelwegtraject van de A330.
Een groot deel van de N57 is uitgevoerd als een autoweg met twee aparte rijbanen met elk twee rijstroken.
N1 · N2 · N3 · N4 · N5 · N6 · N7 · N9 · N10 · N11 · N12 · N13 · N14 · N15 · N17 · N19 · N19J · N20 · N21 · N22 · N24 · N25 · N27 · N28 · N31 · N33 · N34 · N36 · N37 · N41 · N42 · N43 · N44 · N47 · N49 · N51 · N52 · N57 · N58 · N59 · N61 · N61A · N65 · N66 · N67 · N70 · N77 · N79 · N80 · N82 · N83 · N85 · N86 · N87 · N88 · N89 · N90 · N94 · N98 · N100 · N102 · N104 · N105 · N106 · N109 · N112 · N113 · N116 · N118 · N118A · N118B · N122 · N123 · N124 · N125 · N126 · N129 · N134 · N135 · N136 · N137 · N138 · N141 · N142 · N145 · N147 · N149 · N150 · N151 · N154 · N157 · N158 · N159 · N162 · N164 · N165 · N166 · N171 · N174 · N175 · N176 · N182 · N184 · N186 · N186A · N186B · N188 · N191 · N192 · N201 · N202 · N205 · N209 · N216 · N221 · N224 · N225 · N227 · N230 · N237 · N244 · N248 · N249 · N250 · N254 · N265 · N274 · N282 · N296 · N301 · N303 · N306 · N314 · N315 · N316 · N320 · N324 · N330 · N337 · N338 · N346 · N353 · N356 · N363 · N385 · N388 · N401 · N406 · N410 · N416 · N425 · N431 · N440 · N441 · N444 · N446 · N449 · N481 · N486 · N488 · N489 · N520 · N524 · N532 · N537 · N542 · N543 · N568 · N569 · N572 · N580 · N814 · N844 · N1007 · N1012 · N1013 · N1014 · N1019 · N1021 · N1029 · N1031 · N1043 · N1050 · N1075 · N1083 · N1104 · N1113 · N1134 · N1135 · N1141 · N1154 · N1338 · N1547 · N1569 · N2028 · N2043 · N2057 · N2162 · N2249